# Зализный Порт
Зали́зный Порт (укр. Залізний Порт — «Желе́зный Порт») — курортное село на берегу Чёрного моря, расположено в Бехтерской сельской общине Скадовского района на юге Херсонской области Украины. 24 февраля 2022 года оккупирован российской армией в ходе вторжения России на Украину. 

Вечерняя набережная в Зализном Порту

## История
Историческая дата основания села — 1922 год.

### Происхождение названия
Документальных подтверждений происхождения названия нет. Существует несколько версий, основанных на рассказах местных жителей.
Одна из версий гласит, что в селе был железный (укр. залізний) пирс, уходящий на 100 метров в море. Пирс использовался для погрузки на небольшие суда зерна и рыбы. Впоследствии, с постепенным наступлением моря на сушу, пирс оказался далеко от берега, и был поглощён морем.
Согласно другой версии, для хранения зерна, предназначенного для отгрузки, использовался амбар с железной крышей, и моряки, видевшие амбар с судов, дали селу название.
Наличие порта в ранней истории Зализного Порта подтверждается и третьей версией. Однако, согласно ей, название села произошло от украинского глагола «заліз» (рус. залез): «І залізло це село під саме море. І тому порт — Залізний».
Местные жители в русском варианте используют название «Железный Порт».

## Достопримечательности
Западнее Зализного Порта находится Черноморский биосферный заповедник, один из самых крупных на Украине. Площадь заповедника — 100 000 га. Расстояние от околицы Зализного Порта до границы заповедника — менее 500 метров. Территория заповедника состоит из нескольких представляющих разные ландшафты приморского юга Украины участков. Главная цель заповедника — охрана уникальных комплексов песчаных арен, опустыненных степей и зимующих гнездовых и перелетных птиц. В заповеднике очаровывают своей красотой солончаковые и песчаные степи, акватории заливов, дубовые, берёзовые, осиновые и черноольховые рощи, солёные и пресные озёра, косы. А морские острова Смоленый, Орлов, Бабий, входящие в состав заповедника, считаются одним из самых крупных в мире местом гнездовья черноголовой чайки.

## Инфраструктура
Экономика Зализного Порта ориентирована на курортный сезон и обслуживание отдыхающих. Вдоль побережья преимущественно расположены пансионаты, базы отдыха, гостиницы — всего свыше 500 объектов (состоянием на февраль 2019 года), от отдельных зданий до пансионатов площадью до десяти гектаров. На побережье также размещаются развлекательные заведения. Частный жилой сектор, по отношению к морю, расположен за пансионатами.
Почти все учреждения и магазины работают только в курортный сезон (июнь—август).
В Зализном Порту действует общеобразовательная школа I—III степени (11 классов), открытая летом 1985 года.